# Eric Arén
Eric Arén, även stavat Erik Arén, född 14 april 1772 i Finström, död där 26 september 1859, var en åländsk bondeson, kronolänsman i Finströms socken och en av anförarna under upproret på Åland 1808, upproret mot den ryska ockupationen av Åland under finska kriget mellan Sverige och Ryssland 1808–1809.

## Biografi
Bondesonen och länsmannen Arén satte sig våren 1808 i spetsen för en bonderesning mot ryssarnas ockupation av Åland. Under hans ledning lyckades den åländska allmogen med sin påkbeväpnade skara ta till fånga en del av de ryska trupperna. Bland annat tillfångatogs i maj på Fasta Åland 150 ryssar, som Arén sedan transporterade till Stockholm. Han fick därigenom inte vara med om bonderesningens sluttakt, Kumlingeslaget. Då ryssarna 1809 definitivt besatte Åland, måste han fly med hustru och barn till Sverige, där han med avbrott för ett kort besök på Åland efter fredsslutet (dit han återvände i förlitan på freden och sitt pass för att ordna sina affärer, men istället fängslades och skymfades av Kulnevs kosacker, innan han frigavs efter några månader) vistades till 1821, då han tilläts återvända till Åland.
Efter att åter ha slagit sig ned på Åland köpte han en gård och framlevde sitt återstående liv som jordbrukare. Han levde ännu år 1852 och beskrevs då av Karl Bomansson, den åländska folkresningens skildrare, som liten till växten men ungdomligt livlig och eldig.